# Afrikansk bandiller
Afrikansk bandiller (Poecilogale albinucha) är ett mårddjur i underfamiljen Mustelinae och den enda arten i sitt släkte.

## Kännetecken
Arten har en särskild långsträckt kropp och mycket korta extremiteter. Pälsen är huvudsakligen svart. Huvudet, svansen och halsens baksida är vita. På djurets rygg finns fyra vita strimmor. Afrikansk bandiller når en kroppslängd mellan 25 och 36 centimeter, en svanslängd av 13 till 23 centimeter och en vikt mellan 230 och 380 gram. Hanar är betydligt tyngre än honor.

## Utbredning och habitat
Arten förekommer i östra och södra Afrika. Utbredningsområdet sträcker sig från Kongo-Kinshasa och Uganda till Sydafrika. Djuret lever i olika habitat som torra skogar, regnskogar, gräsland, halvöknar och jordbruksmark. Afrikansk bandiller vistas i låglandet och i bergstrakter upp till 2 300 meter över havet.

## Levnadssätt
Afrikansk bandiller är aktiv på natten och vilar på dagen i en jordhåla som den gräver själv eller som lämnats av andra djur. Vid jakten vistas de huvudsakligen på marken och klättrar sällan i träd. Oftast lever varje individ ensam men det förekommer även familjegrupper. När det blir hotat, avsöndrar djuret en illaluktande vätska från sina analkörtlar.

## Föda
Djuret är köttätare. Med hjälp av sin smala kropp kan det jaga bytet i dess bo. Det livnär sig huvudsakligen av gnagare som möss och mullvadsgnagare (Bathyergidae) men äter även fåglar och insekter. Arten har även god förmåga att jaga ormar. Liksom mungor leker den länge med ormen tills denna blir trött.
Ofta skapar afrikansk bandiller ett förråd av föda i boet.

## Fortplantning
Efter dräktigheten som varar i 31 till 33 dagar föder honan mellan september och april ett till tre ungdjur. Dessa är i början blinda och hjälplösa. Efter cirka 35 dagar äter de för första gången fast näring, efter 50 dagar öppnar de ögonen och efter ungefär 80 dagar slutar honan att ge di.

## Afrikansk bandiller och människor
Djuret anses som nyttigt då det äter gnagare. Pälsen används av vissa afrikanska stammar för ceremoniella ändamål. Folkslaget zulu tillskriver vissa kroppsdelar läkande egenskaper. Arten hotas huvudsakligen av omvandling av levnadsområdet till jordbruksmark. Trots allt betraktas populationen av IUCN som livskraftig (LC).